# Темняковщина
Темняко́вщина (рос. Темняковщина) — присілок у складі Орловського району Кіровської області, Росія. Входить до складу Орловського сільського поселення.
Населення становить 16 осіб (2010, 30 у 2002).
Національний склад станом на 2002 рік — росіяни 100 %.